# Jamné nad Orlicí
Jamné nad Orlicí är en ort i Tjeckien.   Den ligger i regionen Pardubice, i den östra delen av landet, 160 km öster om huvudstaden Prag. Jamné nad Orlicí ligger 595 meter över havet och antalet invånare är 693.
Terrängen runt Jamné nad Orlicí är kuperad österut, men västerut är den platt. Terrängen runt Jamné nad Orlicí sluttar västerut.Runt Jamné nad Orlicí är det ganska tätbefolkat, med 139 invånare per kvadratkilometer. Närmaste större samhälle är Ústí nad Orlicí, 18,6 km väster om Jamné nad Orlicí. Omgivningarna runt Jamné nad Orlicí är en mosaik av jordbruksmark och naturlig växtlighet.